# 克维塔·佩特日奇科娃
克维塔·佩特日奇科娃（捷克語：Květa Petříčková，1952年7月17日—），捷克女子曲棍球运动员。她曾代表捷克斯洛伐克国家队参加1980年夏季奥林匹克运动会曲棍球比赛，获得一枚银牌。